# Johann Höbinger
Johann Höbinger (* 18. Februar 1874 in Kleinwaldhers; † 8. Juli 1946 ebenda) war ein österreichischer Politiker (CSP) und Wirtschaftsbesitzer. Höbinger war von 1927 bis 1932 Abgeordneter zum Landtag von Niederösterreich.
Höbinger besuchte die zweiklassige Volksschule in Mönichreith und übernahm 1904 den elterlichen Betrieb in Kleinwaldhers. Zwischen 1915 und 1916 leistete Höbinger seinen Militärdienst ab. Er war ab 1922 Obmannstellvertreter der Bezirksbauernkammer und vertrat die Christlichsoziale Partei zwischen dem 20. Mai 1927 und dem 21. Mai 1932 im Niederösterreichischen Landtag. 